# II. Károly nápolyi király
Anjou Károly (ismert ragadványnevén Sánta Károly, franciául: Charles le Boiteux, olaszul: Carlo lo Zoppo; 1254 körül – Nápoly, Nápolyi Királyság, 1309. május 6.), a Capeting–Anjou-házból származó királyi herceg, Salerno hercege, I. Károly szicíliai király és Provence-i Beatrix fia, aki apját követvén Nápoly királya 1285-től II. Károly néven (olaszul: Carlo II), továbbá Anjou és Maine, valamint Provence és Forcalquier grófja, mindemellett címzetes Jeruzsálemi és Albán király, valamint akháj fejedelem 1309-es haláláig. Az Árpád–Anjou kettős házasság révén felesége V. István magyar király leánya, Mária királyi hercegnő lett, akinek unokája a későbbi magyar király, I. Károly volt.

## Élete
Apja, I. Anjou Károly az 1260-as években hódította el a normannoktól a nápolyi és szicíliai királyságot. Anyja Provence-i Beatrix volt.

## Salerno hercegeként
Apja nagyra törő terveiben szövetségi rendszerébe kívánta vonni Magyarországot, és e művét II. Károly is folytatni kívánta. Apja és a későbbi V. István magyar király (akkor még ifjabb király) pápa által szentesített szövetségének részeként 1270-ben feleségül vette István lányát, Mária hercegnőt, akitől 14 gyermeke született:
1. Martell Károly herceg, magyar trónkövetelő;
2. toulouse-i Szent Lajos (1275. február 9. – 1298. augusztus 19.), Toulouse püspöke;
3. Róbert nápolyi király (1. felesége Jolán szicíliai és aragón királyi hercegnő, 2 fiú, 2. felesége Aragóniai Sancia mallorcai királyi hercegnő);
4. Fülöp, Taranto hercege, akháj herceg, Románia despotája, Durazzo hercege,címzetes konstantinápolyi latin császár;
5. Rajmund Berengár (1281 – 1307), Provence grófja, Piemont és Andria hercege;
6. János (1283 – 1308), pap;
7. Trisztán (1284 – 1288);
8. Péter durazzói herceg (1291 – 1315. augusztus 29.), Gravina grófja;
9. János durazzói herceg (1294 – 1336. április 5.), akháj herceg, Gravina grófja (1. felesége I. Matild, akháj uralkodó hercegnő, akit 1318-ban erőszakkal vett feleségül, hogy megszerezze a hercegséget. Miután ezt elérte, 1321-ben elvált tőle; második felesége Périgord Ágnes)
10. Margit (1273 – 1299. december 31.), Anjou és Maine grófnője, 1290-ben feleségül ment Valois Károly francia királyi herceghez;
11. Blanka (1280 – 1310. október 14.), 1295. november 1-jén feleségül ment II. Jakab aragóniai királyhoz;
12. Eleonóra, (1289 – 1341. augusztus 9.), 1303 májusában Messinában feleségül ment II. Frigyes szicíliai királyhoz;
13. Mária (1290 – kb. 1346), 1304. szeptember 20-án Palma de Mallorca városában feleségül ment I. Sancho mallorcai királyhoz;
14. Beatrix (1295 – 1335), (1. férje VIII. Azzo, Este ura, 2. férje Balzo Bertalan andriai gróf).

Dinasztikus igényeit jelezve már 1270-ben (közvetlenül a vele elvileg szövetséges V. István trónra lépése után és még salernói hercegként) „Magyarország királyának” tituláltatta magát, bár tényleges lépéseket nem tett a trón megszerzéséért.
1282 tavaszán I. Károly meghirdette régóta tervezett hadjáratát Konstantinápoly ellen. VIII. Mikhaél bizánci császár jól felkészült a várható támadásra, és szerte a Mediterráneumban komoly adományokkal pénzelte Károly potenciális ellenfeleit. Nagy segítségére volt Giovanni da Procida, Frigyes, majd Manfréd egykori orvosa és diplomatája, aki ekkor már Aragóniában volt kancellár.
1282 március 29-én (húsvét vasárnapján) volt az ún. szicíliai vecsernye, amikor Palermo lakosai lemészárolták a városban állomásozó francia katonákat és I. Károly tisztviselőit. Majdnem pontosan egy hónappal a palermói események után a lázadók egy éjszaka felgyújtották a Messina kikötőjében a Bizánc elleni hadjáratra összevont flottát, majd elfoglalták a várost és a híres Mategriffon erődöt. A lázadás megsegítésére megérkezett csapataival III. Péter aragóniai király, és a bizánciak pénzéből felfegyverezték a szicíliaiakat. A Péter ellen indított nápolyi flottát II. Károly irányította, de 1284. június 5-én a nápolyi öbölben vereséget szenvedett Ruggiero di Lauria admirálistól, és a következő négy évre fogságba esett.

## Uralkodása
Fogságba esése után fél évvel meghalt apja. A trón így üresen maradt, de Péternek a királyság szárazföldi részét így sem sikerült elfoglalnia az Anjouk híveitől. Ezért 1288-ban I. Eduárd angol király közbenjárására (Nyakigláb Eduárd az összes érintett félnek rokona volt) békét kötött Károllyal, akit szabadon engedett azzal a feltétellel, hogy megelégszik a nápolyi királysággal. Szicília a béke értelmében az aragóniai uralkodó befolyása alá került, és Károlynak rá kellett beszélnie unokaöccsét, Valois Károlyt, hogy 20 000 ezüst fejében mondjon le az aragóniai királyi címéről – ezt IV. Márton pápa adta neki, hogy megbüntesse III. Pétert Szicília megszállásáért.
Károly szabadon engedése fejében túszul kellett adnia három fiát és 30 (provence-i) nemesét. Értük Károlynak 30 000 ezüstmárkát kellett kifizetnie azzal, hogy önként visszatér a fogságba, ha ezt három éven belül nem tudja előteremteni. Szabadon engedése után azonban Rietibe sietett, ahol IV. Miklós pápa felmentette minden esküje alól, 1289-ben Szicília királyává koronázta és kiátkozta ellenségét, III. Alfonz aragóniai királyt. Ezzel egyidőben Valois Károly a kasztíliai királysággal szövetségben előkészületeket tett az Aragónia elleni hadjáratra. Alfonz ekkor beleegyezett a taragoni béke aláírásába, ígéretet tett a Jakab öccsének küldött támogatás visszahívására, lemondott Szicíliáról és hűbért fizetett a pápának. Mindebből nem lett semmi, mert a szerződés életbe lépése előtt Alfonz meghalt. Az aragóniai trónt öccse, Jakab foglalta el, a szicíliait pedig öccsére, Frigyesre hagyta.
Az 1294-ben Nápolyban megválasztott VIII. Bonifác pápa próbált közvetíteni Jakab és Károly között. Ennek eredményeként aláírták az anagni szerződést, amelynek értelmében Jakab feleségül vette Károly lányát, Anjou Blankát, két év múlva pedig Róbert nápolyi herceg házasodott össze Jolán aragóniai hercegnővel. A hét évvel korábban túszul adott hercegek és nemesek kiszabadultak. Jakab a pápától megkapta volna Szardíniát és Korzikát, viszont átadta volna Szicíliát Károlynak.
A szigetet ténylegesen birtokló Frigyest azonban nem lehetett az alku elfogadására rávenni, és a lakosság támogatásával Szicília királyává koronázták. Károly a pápa, Valois Károly és Jakab támogatásával tengeren és szárazföldön is megtámadta Frigyest, de 1299-ben, a La Falconara-i csatában fia, Fülöp is fogságba esett. 1302-ben írták alá a végleges békeszerződést Caltabellottában. Károly minden szicíliai követeléséről lemondott, és Elinor lányát feleségül adta Frigyeshez.
Utolsó éveit Nápolyban töltötte, 1309. május 5-én halt meg. Utóda fia, Róbert lett.